# Ilona Durigo

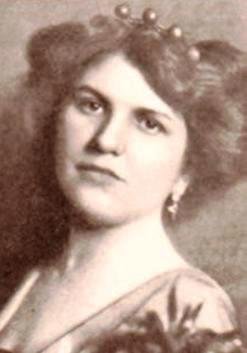
Ilona Durigo

Ilona Durigo (* 13. Mai 1881 in Budapest; † 25. Dezember 1943 ebenda) war eine ungarische Sängerin (Alt) und Gesangspädagogin.

## Leben
Durigo war Schülerin von Bianca Malezcky, Filip Forstén, Julius Stockhausen, Etelka Gerster und Eduard Bellwidt. Sie trat vor allem als Konzertsängerin (auch Lieder und Oratorien) auf. Beim Gemischten Chor Zürich trat sie zwischen 1911 und 1943 in über 40 Oratorien und Konzerten als Solistin auf.
Von 1921 bis 1937 unterrichtet sie als Gesangslehrerin am Zürcher Konservatorium. Eine ihrer Schülerinnen war Maria Stader. In diese Zeit fallen auch Begegnungen und Freundschaften mit Hermann Hesse (seit 1911) und Othmar Schoeck, als dessen wichtigste Liederinterpretin sie gilt, sowie Fritz Brun (Komponist und Dirigent) und Alphonse Brun (Geiger). Ihre Liedkunst zeigte sich besonders in der Zusammenarbeit mit dem Komponisten Othmar Schoeck, der viele Gedichte von Hermann Hesse vertont hat. 1913 wurden von Durigo vier Gedichte in der Vertonung von Volkmar Andreae in Zürich uraufgeführt. Über einen Liederabend der Durigo mit Othmar Schoeck in Bern vom 23. März 1915 schreibt das Berner Tagblatt (Jg. 27, Nr. 140, Donnerstag, 25. März 1915, Abendblatt S. 2) eine ausführliche Besprechung: „… Frau Durigo sang diese und alle anderen Lieder (mit der Zugabe waren es 19) … mit tiefster Empfindung. Ihr eigenes Erleben dieser Lieder äusserte sich nicht allein in den musikalischen Vortragsdifferenzierungen (so wunderzart, poesieverklärte Töne, wie die ihres Kopfregisters, hörte man vorher von keiner Sängerin), sondern auch im zu- und abnehmenden Glanz ihrer Augen, dieses wahren Seelenspiegels. Und dass ihre Interpretation durchwegs das vom Komponisten Empfundene zutreffend erfasste, bewies die vollkommene Harmonie ihres herrlichen Gesanges mit Schoecks eigenartig schönem Klavierspiel“.
Sie heiratete den ungarischen Pianisten und Klavierpädagogen Osman Kasics (1881–1943), bekam mit ihm 1904 Tibor Kasics als Sohn, und folgte 1937 ihrem Mann nach Budapest zurück, wo sie am dortigen Konservatorium unterrichtete.